# Pruský tolar

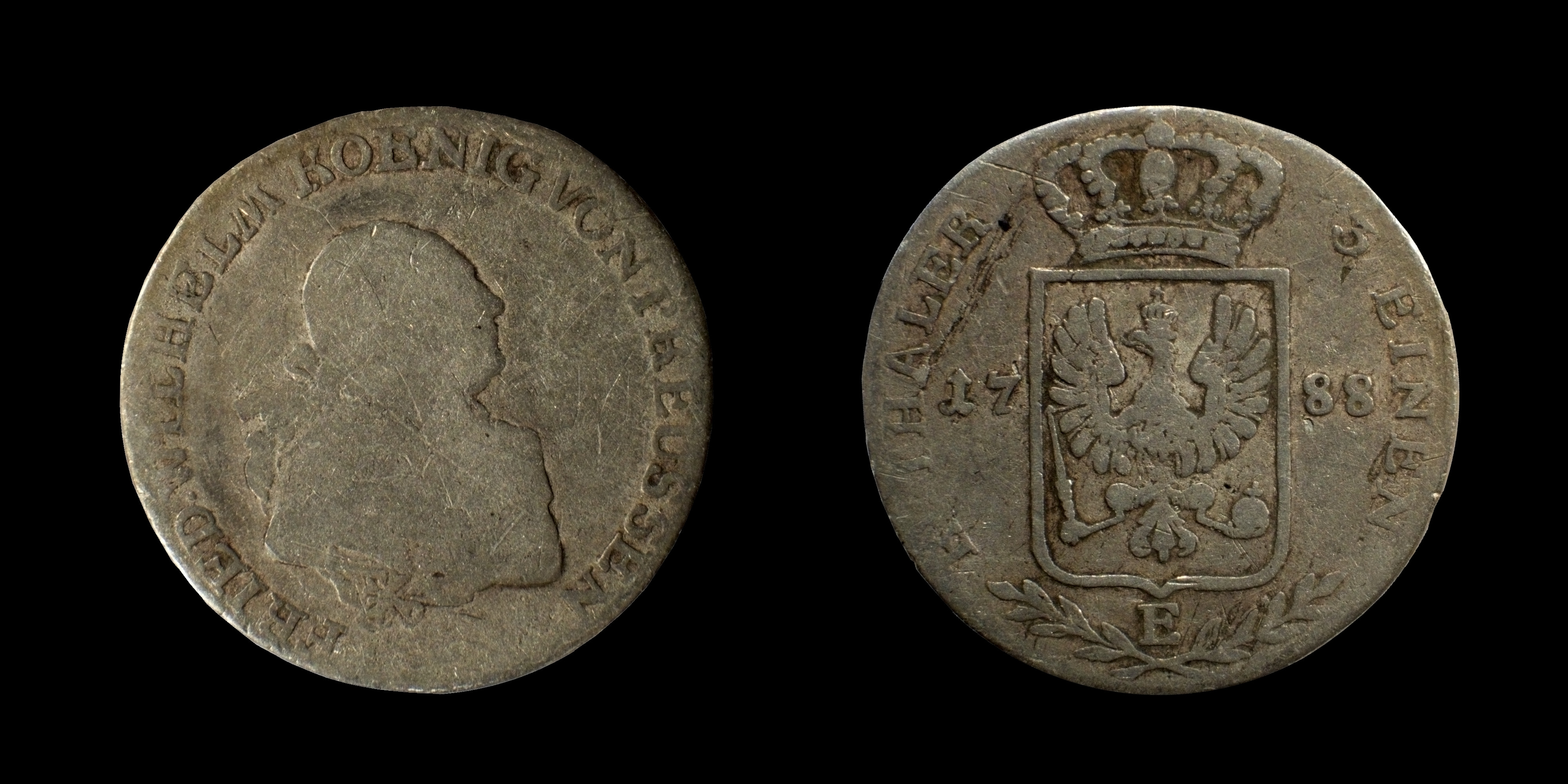
Pruský tolar z roku 1788.

Tolar (německy Thaler) byla měna v Prusku platící do roku 1857. V roce 1750 se začal pruský tolar odlišovat od tolaru říšského, když obsahoval 1/14 kolínské marky (233,856 g) stříbra místo běžné 1/12. Tuto změnu zavedl Philipp Graumann a systém 14 tolarů k marce byl znám jako „Graumannscher Fuß“.
Do roku 1821 byl pruský tolar dělen v Braniborsku na 24 grošů, každý groš pak dále na 12 feniků. Ve vlastním Prusku byl tolar členěn na 3 polské zlaté, ty pak na 30 grošů (1 groš = 18 feniků) či 90 šilinků každý. V roce 1821 byla měna na území Pruska sjednocena, tolar nyní čítal 30 stříbrných grošů, groš měl 12 feniků.
V roce 1857 nahradil pruský tolar nový spolkový tolar, který se brzy stal standardem ve většině Německa.